# Премия имени Б. Б. Голицына
Премия имени Б. Б. Голицына — премия, присуждаемая с 1994 года Российской академией наук за выдающиеся научные работы в области геофизики. Премия названа в честь одного из основоположников сейсмологии, геофизика Б. Б. Голицына.

## Лауреаты премии
На 2024 год награда была вручена следующим учёным:
- 1994 — Николай Никитович Пузырёв — за монографию «Методы сейсмических исследований»
- 1997 — Лев Павлович Винник — за серию работ «Структурная геология глубоких земных недр»
- 2003 — Владимир Наумович Жарков — за цикл работ «Собственные колебания Земли и планет»
- 2006 — Сергей Михайлович Молоденский — за серию работ «Исследование внутреннего строения Земли по приливным и астрометрическим данным»
- 2009 — Геннадий Александрович Соболев и Александр Вениаминович Пономарёв — за монографию «Физика землетрясений и предвестники»
- 2012 — Владимир Николаевич Страхов — за цикл работ «Развитие новых математических методов аппроксимации и решения обратных задач для потенциальных полей Земли»
- 2015 — Георгий Сергеевич Голицын — за монографию «Статистика и динамика природных процессов и явлений. Методы, инструментарий, результаты»
- 2018 — Виталий Васильевич Адушкин и Александр Александрович Спивак — за монографию «Физические поля в приповерхностной геофизике»
- 2021 — Константин Владиславович Титов, Григорий Владимирович Гурин и Павел Константинович Коносавский — за цикл научных работ «Развитие теории, экспериментальной базы и методики применения поляризационных методов геоэлектрики (естественного электрического поля и вызванной поляризации)»
- 2024 — академик РАН Алексей Джерменович Гвишиани, члены-корреспонденты РАН Игорь Наумович Розенберг и Анатолий Александрович Соловьёв — за серию работ по теме «Системный геоинформационный анализ геофизических данных для выделения зон повышенной сейсмической опасности, изучения литосферных структур и распознавания аномалий геомагнитного поля»[1]